# Henry Howard, 12. hrabě ze Suffolku
Henry Howard, 12. hrabě ze Suffolku, 5. hrabě z Berkshire (Henry Howard, 12th Earl of Suffolk, 5th Earl of Berkshire, 5th Viscount Andover) (10. května 1739 – 7. března 1779) byl britský státník z významného šlechtického rodu Howardů. V politice patřil k toryům a byl dlouholetým ministrem zahraničí (1771–1779), získal Podvazkový řád.

## Politická kariéra
Pocházel z větve hrabat z Berkshire, která navíc v roce 1745 po starší linii zdědila titul hrabat ze Suffolku. Byl synem předčasně zemřelého Williama Howarda, vikomta Andovera (1714–1756), který byl dlouholetým poslancem Dolní sněmovny za stranu toryů. Studoval v Etonu a Cambridge, mezitím v roce 1757 zdědil peerské tituly a vstoupil do Sněmovny lordů. V letech 1763–1765 byl zástupcem nejvyššího maršálka království, jako stoupenec toryů se později stal členem Northovy vlády. Byl lordem strážcem tajné pečeti (1771) a státním sekretářem zahraničí (1771-1779), od roku 1771 byl zároveň členem Tajné rady. Jako ministr zahraničí měl podíl na verbování vojáků v Hesensku a Hannoversku pro britskou armádu bojující v severní Americe. V roce 1778 obdržel Podvazkový řád, zemřel krátce poté v nedožitých čtyřiceti letech v lázních Bath.
Jako ministr zahraničí inicioval přestavbu hlavního rodového sídla Charlton Park (Wiltshire). Kvůli jeho předčasnému úmrtí nebyl projekt realizován v plném rozsahu a úpravy byly dokončeny až ve 20. století.

## Rodina

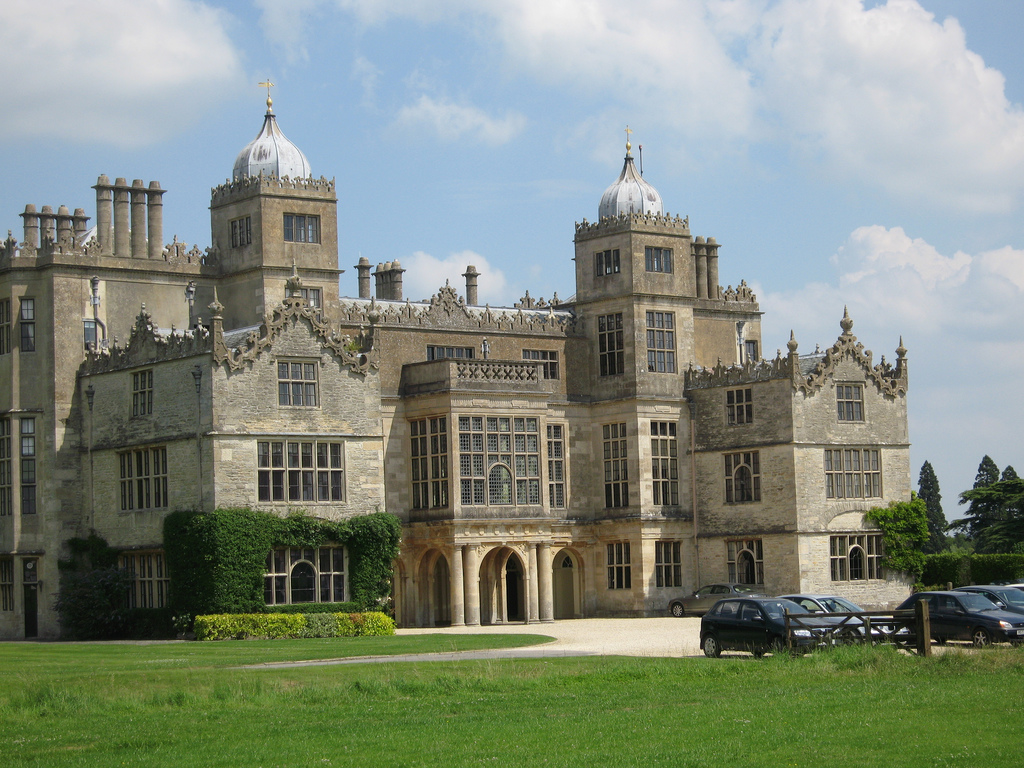
Zámek Charlton Park (Wiltshire), hlavní sídlo hrabat ze Suffolku

Jeho první manželkou byla Mary Trevor (1747–1767), dcera 1. vikomta Hampdena, podruhé se oženil se svou sestřenicí Charlotte Finch (1753–1808), dcerou 3. hraběte z Aylesfordu. Z druhého manželství pocházeli dva synové, oba ale zemřeli v dětství. Mladší syn Henry Howard (*1779, †1779) narozený jako pohrobek byl 13. hrabětem ze Suffolku, zemřel ale dva dny po narození. Titul pak přešel na jeho prastrýce Thomase Howarda (1721-1783), který byl právníkem a dlouholetým poslancem Dolní sněmovny.
Henryho sestra Frances se provdala za Richarda Bagota, který následně přijal jméno Howard. Z jejich manželství pocházela jediná dcera Mary (1785–1877), která se provdala za Fulke Greville Uptona (1773–1846). Také on přijal jméno Howard a v letech 1808–1832 byl poslancem za volební obvod Castle Rising v Norfolku, tradiční parlamentní doménu Howardů.